# Bazén

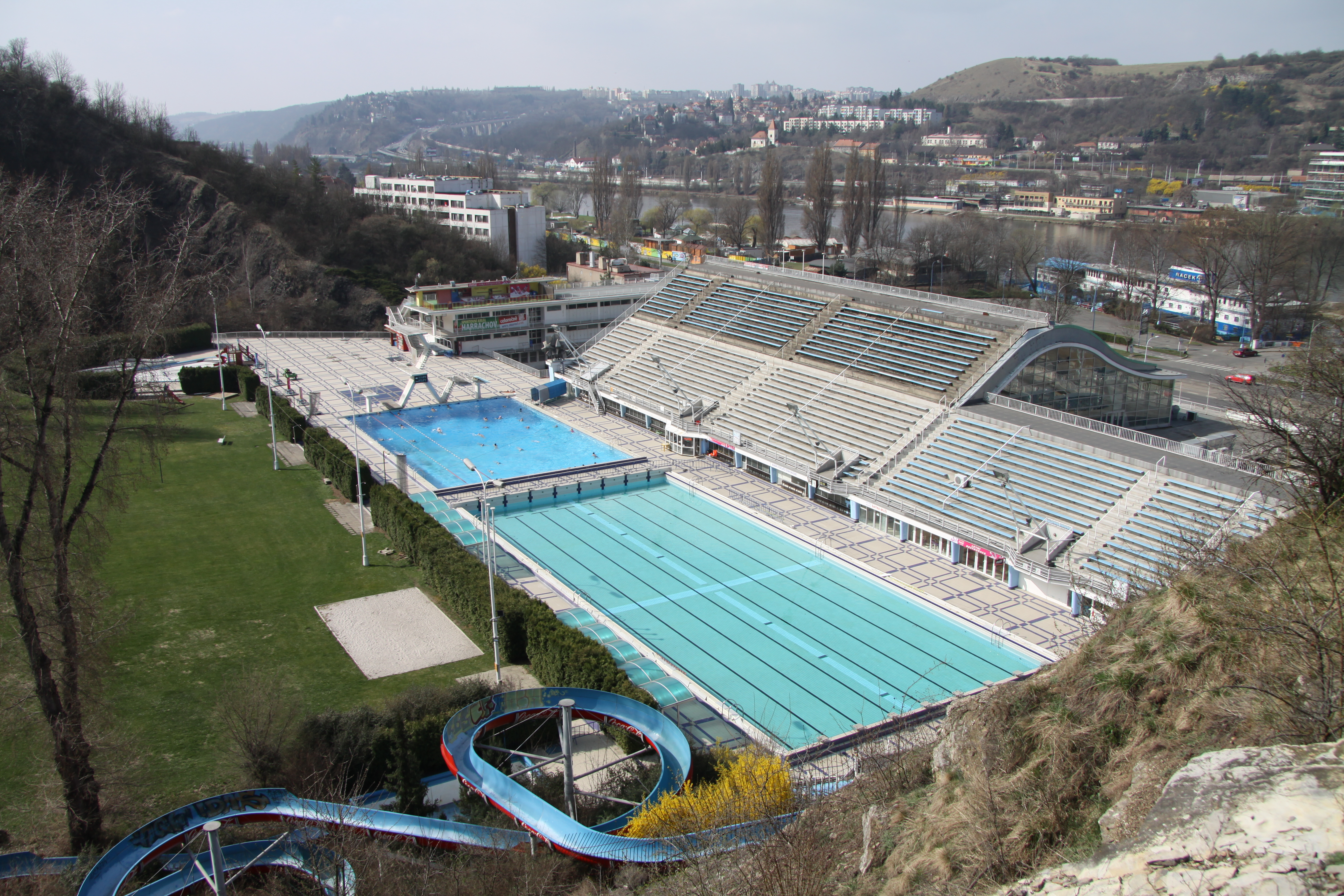
Plavecký bazén v Plaveckém stadionu Podolí

Bazén je umělá vodní nádrž, sloužící ke komerčním účelům, plavání, potápění nebo rekreaci, popřípadě i k dalším hrám a cvičení ve vodě. Může být soukromý nebo veřejný. Podle účelu mohou být bazény plavecké, rehabilitační či zahradní. Slovem bazén se dále označuje např. bazén s vyhořelým jaderným palivem.
Plavecký bazén může být krytý nebo otevřený. Většinou je potřeba v něm čistit vodu, pro dezinfekci se pak obyčejně používá chlor či bazénová chemie. Dozor nad bazénem má zpravidla plavčík. Plavecké bazény mají obdélníkový tvar se standardní délkou 25 nebo 50 metrů. Bývají rozdělené do plaveckých drah. Krátké bazény jich mají 6 až 8, dlouhé 8 až 10.
Bazén je také prvek zahradní architektury používaný v sadovnické tvorbě.
Pokud voda do a z bazénu přitéká a odtéká příliš rychle, už se nejedná o bazén, nýbrž o kanál – př. Veslařský kanál Račice. Malý přítok a odtok vody je přítomen u většiny bazénů a slouží k čištění popř. výměně vody.

## Dějiny

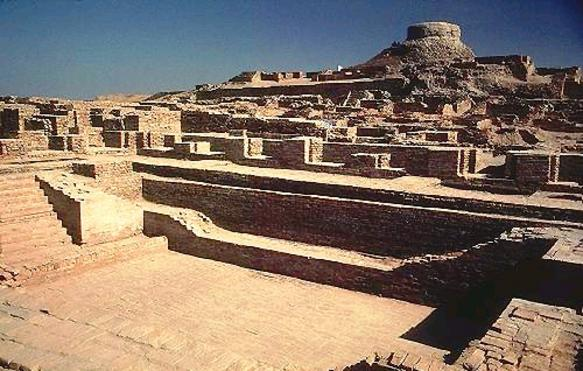
Velká lázeň v Mohendžodaru

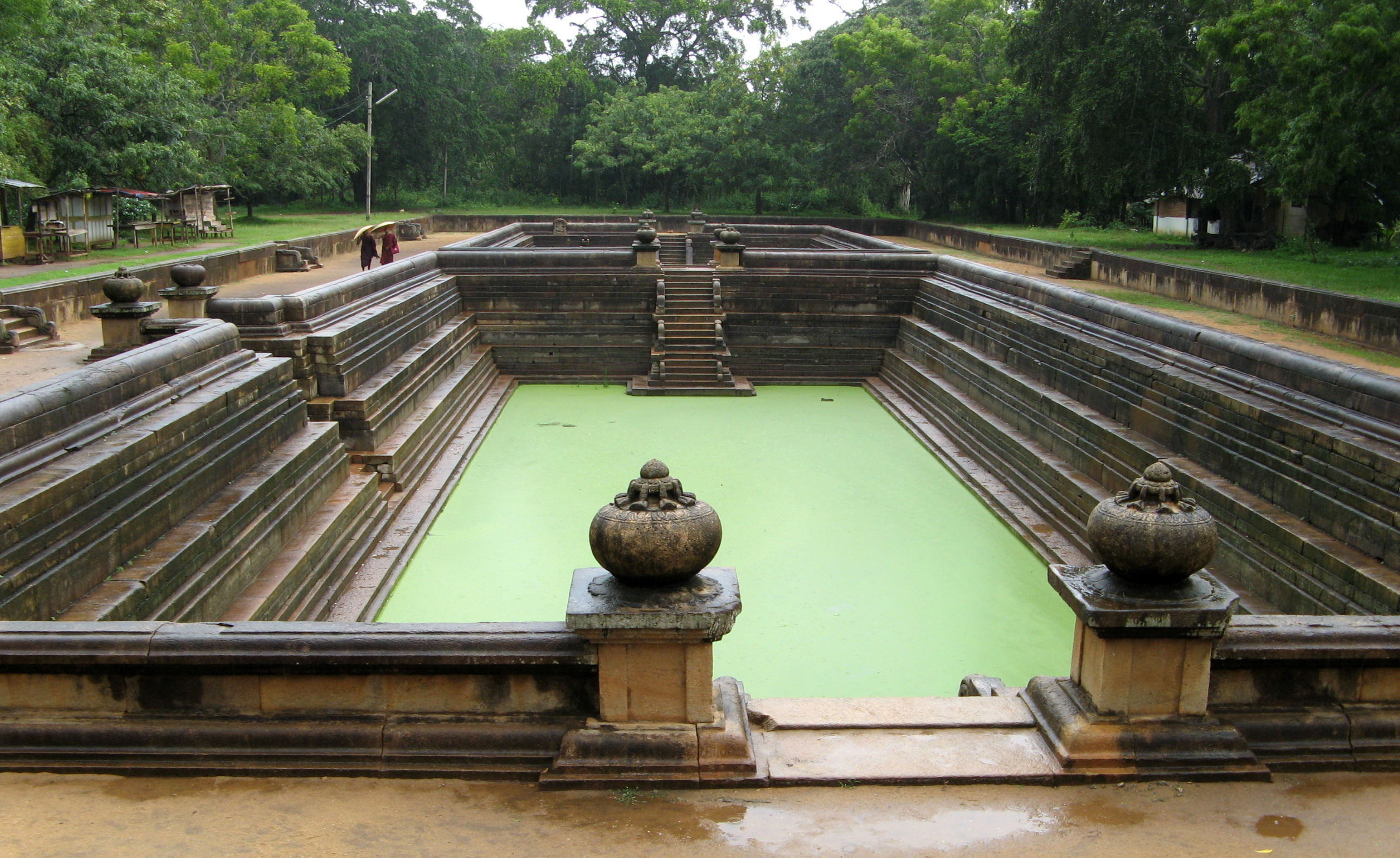
Bazény Kuttam Pokuna, pohled od jihu

Za nejstarší bazén se považuje „Velká lázeň“ v pákistánském Mohendžodaru, jež byla vyhloubena v 3. tisíciletí před naším letopočtem. Má rozměry 12 x 7 metrů a je obložena cihlami.
Bazény se hojně využívaly v antickém Řecku a Římě. Římští císaři měli soukromé bazény, ve kterých někteří chovali ryby, proto je jedno z latinských slov pro bazén piscina. První vyhřívaný bazén postavil mezi lety 38 př. n. l. a 8 př. n. l. rádce císaře Augusta Gaius Maecenas ve svých zahradách na pahorku Esquiline.
V 6. století našeho letopočtu postavili Sinhálci na Srí Lance dvě nádrže – bazény zvané „Kuttam Pokuna“.

## Světové rekordy
Guinnessova kniha rekordů uvádí, že největším bazénem na světě je San Alfonso del Mar v chilském Algarrobo. Je 1013 metrů dlouhý a zabírá rozlohu 8 hektarů. Na nejhlubším místě dosahuje hloubky 3,5 metru. Jeden z největších bazénů byl Moskva Pool v Rusku, jenž byl postaven v základech Paláce sovětů. Na jeho místě byla postavena katedrála Krista Spasitele.

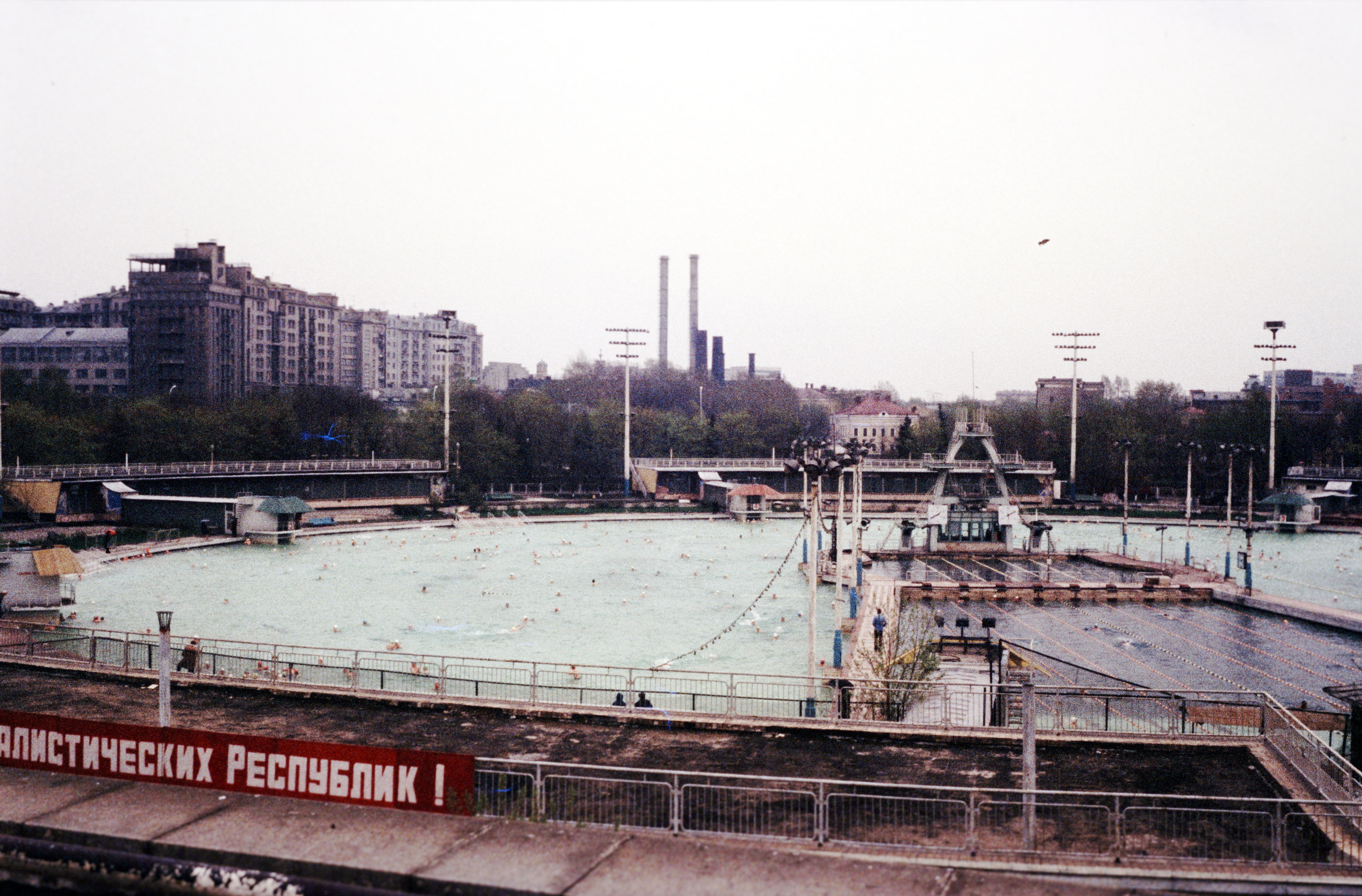
Moskva Pool

Nejhlubší plavecký bazén je Deep Dive Dubai v Dubaji s hloubkou 60 metrů.
Nejvýše položený bazén by se měl nacházet v tibetském Yangbajainu.

## Druhy bazénů
Základní rozlišení zahrnuje bazény nadzemní a zapuštěné.
- Nadzemní bazény
  - Nafukovací nadzemní bazény
    - Samonosné bazény

  - Pevné nadzemní bazény – volně stojící bazény, které tvoří buď ocelová, zděná nebo polypropylénová konstrukce.
- Zapuštěné bazény – mohou být zcela zapuštěné, nebo zapuštěné částečně. 
  - Nerezové bazény – vyrobené z homogenních kopolymerů
  - Betonové bazény – železobetonové bazény, vypláštěné pomocí těžké fólie nebo keramické sklomozaiky. 
    - Betonové bazény s linerem – pro vnitřní povrch bazénu se používá liner, PVC fólie.

### Tvary a velikosti bazénů

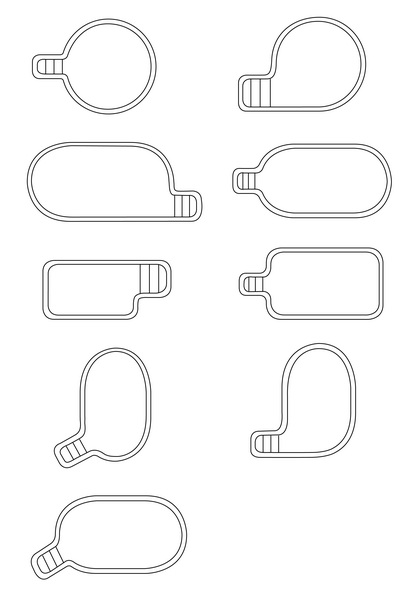
Půdorysné tvary bazénů

Tvar bazénu se odvíjí od druhu jeho druhu, využitého prostoru a plánovaných doplňků. Nejčastější tvary jsou kruhové, oválné a obdélníkové.
Bazény se liší také velikostí – největší typ bazénu je tzv. olympijský, který má být dlouhý 50 metrů, široký 25 metrů a hluboký 2–3 metry.

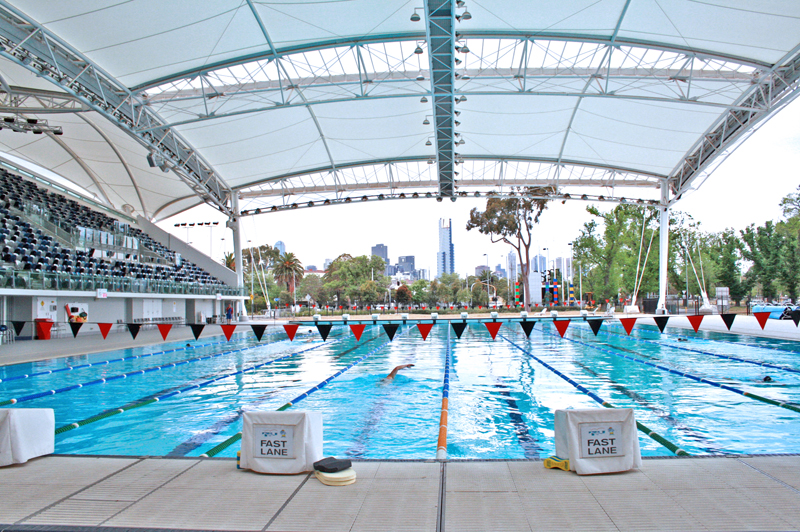
Olympijský bazén v Melbourne

### Umístění bazénu
Bazén může být umístěn v interiéru (většinou vytápěném) i exteriéru. 

### Bazénové doplňky
Doplňky se většinou instalují do bazénu. Většinu nelze instalovat dodatečně, např. reflektory, protiproudy, masážní trysky a některé typy schůdků.

### Zahradní bazény
Zahradní bazén se obvykle nacházejí u rodinných domů nebo rekreačních objektů a slouží k odpočinku a zábavě. Zahradní bazény se stavějí různými technologiemi a vybavují se širokou škálou příslušenství.

## Využití

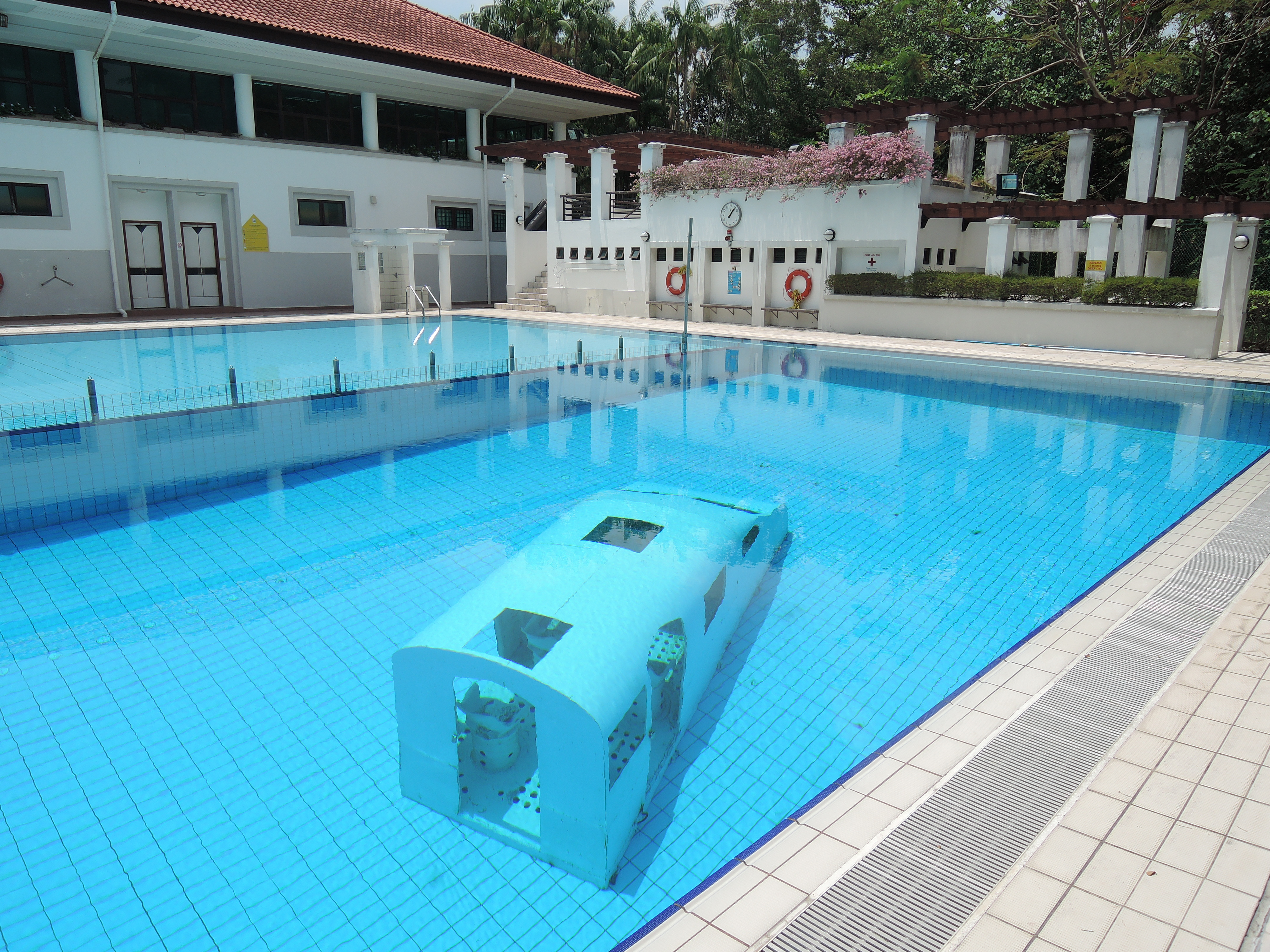
Tréninkový bazén Singapore Aviation Academy

Bazén pro sporty

Nejčastěji jsou bazény využívány pro relaxaci nebo sporty, jako jsou plavání, skoky do vody, synchronizované plavání, vodní pólo, kanoepolo, podvodní hokej, podvodní ragby, plavání s ploutvemi a sportovní potápění.
Bazény se využívají i pro výuku potápění a simulaci situací pro posádky ponorek, letadel i astronauty.